# Utry Anna

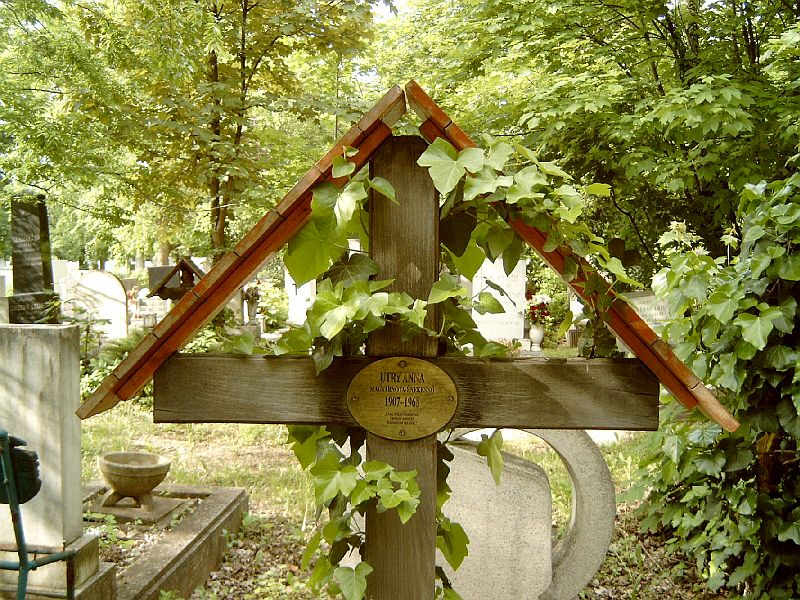
Utry Anna sírja Budapesten. Új köztemető: 155-1-123/124

Utry Anna (Őregyház/Gyulafehérvár, 1907. január 9. – Budapest, 1968. december 20.) magyar nóta- és népdalénekes, operaénekes.

## Élete
Gyulafehérváron végezte el a középiskolát. Az első világháború után költözött családjával a mai Magyarországra. Egy ideig a Liszt Ferenc Zeneművészeti Főiskola hallgatója volt. Pályája elején Unger Ernő koncertjein énekelt opera- és operettrészleteket. Tagja volt „Európa legjobb női vokálkvartettjének”, amit Zakál Dénes hozott létre (a többi tag: Kiss Erzsi, Sálán Dália, Schäffer Paula). Ez után pályája családi okokból megszakadt. Beugrással tért vissza a pódiumra: egy, Bodán Margittal meghirdetett koncerten hívták a nézőtérről a megbetegedett énekesnő helyére. Ettől kezdve – műfajváltással – a magyar nóták egyik legnépszerűbb előadójává vált. 1933-ban aranykoszorúval tüntették ki a Nótaolimpián. 1934-től állandó szereplője volt a Magyar Rádió műsorainak. Cselényi Józseffel kétéves országjáró turnén volt. Több évtizeden át az egyik legnépszerűbb énekese volt az országnak.
Sírja az Új köztemetőben található (155-1-123/124).
Emlékét őrzi az Utry Anna Nótamúzeum Egyesület.